# Turistická značená trasa 7272
 Turistická značená trasa 7272 je 12 km dlouhá žlutě značená trasa Klubu českých turistů v okrese Ústí nad Orlicí spojující Jablonné nad Orlicí s lokalitami Orlických hor. Její převažující směr je jihozápadní posléze severozápadní. Úvodní část trasy vede po území přírodního parku Suchý vrch - Budková hora.

## Průběh trasy
Počátek trasy 7272 se nachází v Kobylím dole na rozcestí s modře značenou trasou 1858 vedoucí ze Suchého vrchu do Těchonína. Trasa 7272 překračuje Černovický potok a po pěšině stoupá jihozápadním směrem do přilehlého úbočí nejprve lesem a posléze lukami. Poté pokračuje mírným klesáním po zpevněné komunikaci nejprve západním a posléze jižním směrem do Jamného nad Orlicí. Po průchodu vsí klesá jihozápadním směrem do Jablonného nad Orlicí přičemž závěrečný úsek vede v souběhu se zeleně značenou trasou trasou 4234 ze Suchého vrchu do Letohradu. Souběh končí na náměstí v Jablonném, kde se nachází rozcestí s červeně značenou Jiráskovou cestou sestupující rovněž ze Suchého vrchu a pokračující do Litomyšle a výchozí modře značenou trasou 1853 do Čenkovic.
Trasa 7272 pokračuje z Jablonného přibližně severozápadním směrem nejprve proti proudu Tiché Orlice a poté prudkým stoupáním do Sobkovic. Po účelových komunikacích přechází hřeben v blízkosti Faltusova kopce do Bořitova. Za ním vstupuje do lesů, kde křižuje červeně značenou trasou 0416 vedoucí od Zemské brány do Nekoře. Poté sestupuje k pastvinské vodní nádrži, kde u Studenské zátoky končí na rozcestí s modře značenou trasou 1852 vedoucí od přehradní hráze do Pastvin.

## Historie
Trasa procházela dříve Bořitovem o něco severněji okolo zemědělského areálu.

## Turistické zajímavosti na trase
- Kobylí důl
- Památný dub v Jablonném nad Orlicí
- Kostel svatého Prokopa v Sobkovicích
- Kaple Panny Marie Lurdské v Bořitově
- Vodní nádrž Pastviny